# Bryan D. O’Connor
Bryan Daniel „O.C.“ O’Connor (* 6. September 1946 in Orange, Kalifornien) ist ein ehemaliger US-amerikanischer Astronaut. 
O’Connor erhielt 1968 einen Bachelor in Ingenieurwesen von der United States Naval Academy und 1970 einen Master in Luftfahrttechnik von der University of West Florida. 
O’Connor trat im Juni 1968 ins United States Marine Corps ein. Dort absolvierte er 1970 seine Ausbildung zum Marineflieger und 1975 zum Testpiloten. Als Pilot war er in den USA, in Europa und im Westpazifik stationiert, als Testpilot war er vor allem an der Erprobung von Senkrechtstartern, wie dem Kampfflugzeug Harrier beteiligt.

## Astronautentätigkeit
Im Mai 1980 wurde O’Connor von der NASA als Astronautenanwärter ausgewählt. Er unterstützte die ersten Space-Shuttle-Missionen in verschiedenen Bereichen. Nach der Challenger-Katastrophe war er an deren Aufklärung beteiligt. Im März 1986 wurde er Assistent des Space-Shuttle-Programm-Manager und erster Vorsitzender des neuen Space Flight Safety Panel der NASA. Ab Februar 1988 war er stellvertretender Leiter der Abteilung Flight Crew Operations. 

### STS-61-B
Am 27. November 1985 startete O’Connor als Pilot der Raumfähre Atlantis zu seinem ersten Flug ins All. Im Rahmen dieser Mission wurden die drei Kommunikationssatelliten MORELOS-B (Mexiko), AUSSAT-2 (Australien) und SATCOM KU-2 ausgesetzt. Bei zwei Außenbordaktivitäten erprobten seine Astronautenkollegen Jerry Ross und Sherwood Spring Verfahren zum Zusammenbau von Konstruktionselementen im Weltraum.

### STS-61-M
Die Mission STS-61-M der Challenger hätte im Juli 1986 einen TDRS-Satelliten ins All bringen sollen. Die Crew hätte aus Loren Shriver, Bryan O’Connor, Mark Lee, Sally Ride, William Fisher, dem US-Industrieastronauten Nutzlastspezialist Robert Wood und einem Meteorologen der US-Luftwaffe (einer der Dreier-Gruppe aus Grant Aufderhaar, Fred Lewis, Ronald Townsend) bestanden. Nach der Challenger-Katastrophe wurde dieser Flug abgesagt.

### STS-40
Am 5. Juni 1991 startete O’Connor als Kommandant des Space Shuttles Columbia zur Mission STS-40. Es war die fünfte Spacelab-Mission, die erste, die sich ausschließlich mit Biowissenschaften beschäftigte. Das wichtigste Experiment war Spacelab Life Sciences-1. Dabei wurden physiologische Untersuchungen an Menschen, 30 Nagetieren und tausenden winzigen Quallen durchgeführt. Von den 18 Untersuchungen beschäftigten sich zehn mit dem Menschen, sieben mit den Nagetieren und eines mit den Quallen.

## Nach seinem Ausscheiden aus dem Astronautenkorps
Im August 1991 schied O’Connor aus der NASA aus und wurde kommandierender Offizier des Marine Aviation Detachment auf dem Naval Air Test Center. 1992 kehrte er zum NASA-Hauptquartier nach Washington zurück und wurde Deputy Associate Administrator for Space Flight. Im Sommer 1992 wurde er Leiter der Delegation, die in Moskau die Rahmenbedingungen für das Shuttle-Mir-Programm aushandelten. Im März 1993 wurde er Direktor für das Space Station Redesign. In dieser Position empfahl er substanzielle Umgestaltungen und Einsparungen bei der Internationalen Raumstation, damit das Projekt nicht vom Kongress abgesagt wurde. Im September 1993 wurde er bis zur Ernennung eines hauptamtlichen Direktors im Januar 1994 kommissarisch zum Direktor des Raumstationsprogramms ernannt.
Im April 1994 wurde O’Connor zum Direktor des gesamten Space-Shuttle-Programms ernannt. Im Februar 1996 verließ er die NASA und arbeitete für die private Luftfahrtfirma Airship Resources Corporation sowie die Beratungsfirma Futron Corporation. 2002 kehrte O’Connor zur NASA zurück und wurde Leiter des Büros für Safety and Mission Assurance.

## Privates
Bryan O’Connor ist verheiratet und hat zwei Kinder.